# Канкринит
Канкринит — породообразующий минерал магматического происхождения, подкласса каркасных алюмосиликатов, фельдшпатоид. Найден впервые на Урале в 1839 году и назван Густавом Розе в честь российского министра финансов графа Е. Ф. Канкрина (1774—1845).
Формула: Na6 Ca[CO3|(AlSiO4)6]•2Н2O.
Состав (%): Na2О — 17,8; CaO — 4,0; SiO2 — 38,7; Al2О3 — 29,3; СО3 — 6,3; Н2O — 3,9.
Перспективный пьезооптический материал.
|  |  |